# Телеозавры (род)
Телеозавры (лат. Teleosaurus, от др.-греч. τέλειος σαῦρος «совершенный ящер») — вымерший род крокодиломорф из семейства телеозаврид, живший на Земле в эпоху среднего юрского периода.

## Описание и образ жизни

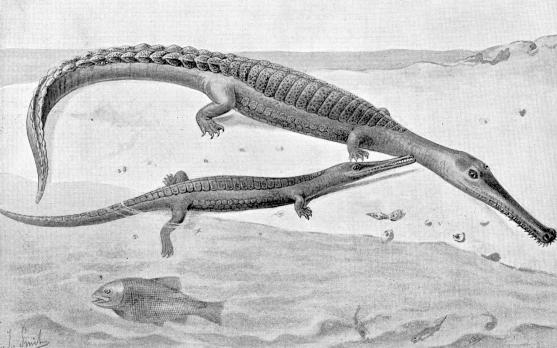
Телеозавры (старый рисунок 1894 года)

Часто отмечается, что телеозавр был своего рода «гавиалом доисторической эпохи» из-за его длинных тонких челюстей, усеянных очень острыми маленькими зубами. Эти челюсти идеально подходили для того, чтобы хватать рыбу из воды, так как их тонкая форма позволяла снижать внешнее сопротивление при их открытии и закрытии во время плавания, а иногда и увеличивая скорость их раскрывания. Более того, его зубы отлично выполняли функцию захвата рыбы (равно как и кальмаров, которыми он тоже, вероятно, питался), так как при сцеплении образовывали настоящий «капкан». Более того, ввиду маленькой площади своей поверхности они позволяли челюстям оказывать весьма высокое давление на тело жертвы (тот же принцип, что и, к примеру, когда мы укалываемся булавкой: чем меньше давящая поверхность, тем больше оказываемое давление). После того, как телеозавру удавалось схватить рыбу, он, вероятно, каким-то образом закручивал её в своей пасти до того момента, когда она примет удобную позицию для заглатывания. Вероятно, причина этому была следующей: если зубы, как уже было сказано, для ловли рыбы были приспособлены хорошо, то они не были достаточно сильны, чтобы разорвать добычу на части, и поэтому рацион телеозавра, вероятно, был весьма ограничен — далеко не всех рыб он мог заглотить целиком.

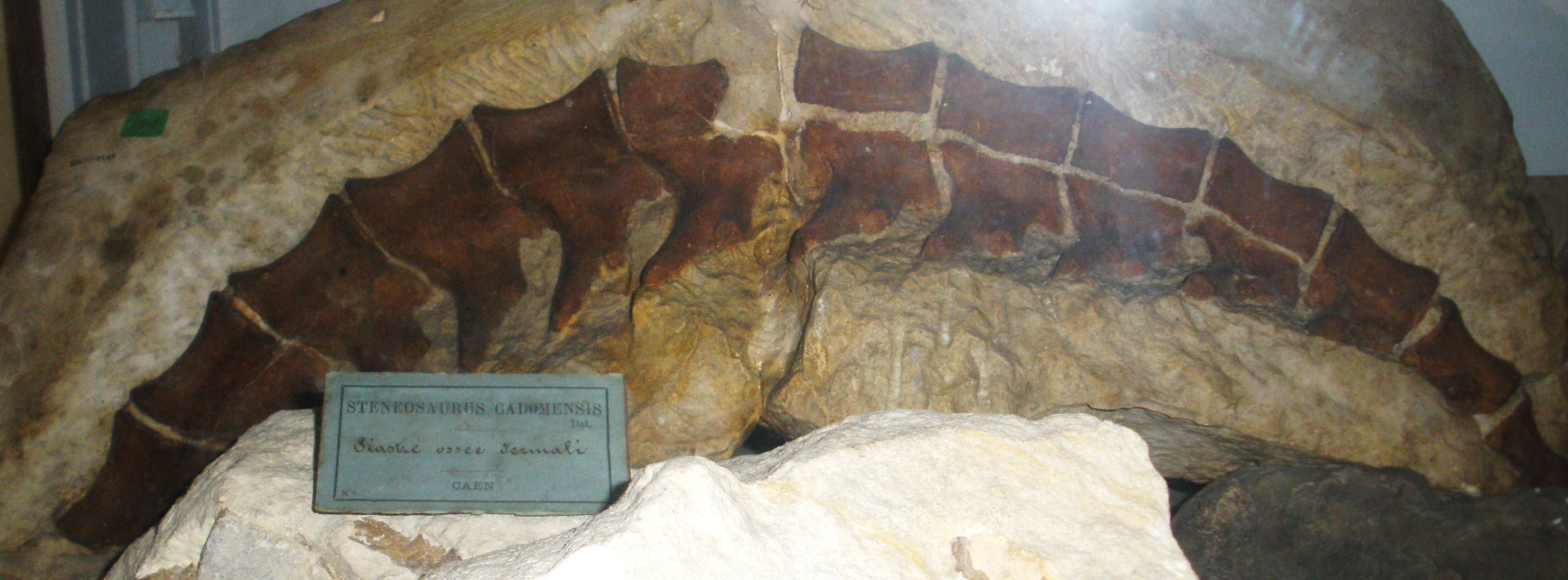
Окаменелость телеозавра в музее Каппеллини, Болонья

Обтекаемое тело телеозавра говорит о том, что он проводил много времени в воде, активно охотясь и преследуя стаи рыб. Однако его тело не было столь развито, как у таких морских крокодиломорфов, как метриоринх и геозавр, которые имели хвостовой плавник в форме полумесяца, как у рыб. Это, в свою очередь, указывает на то, что телеозавр, возможно, населял прибрежные воды и некоторое время проводил вне морской среды, быть может, даже у атоллов и лагун. И к тому же такой образ жизни мог позволить телеозавру лучше выживать в условиях жёсткой конкуренции с другими рыбоядными морскими рептилиями, такими, как ихтиозавры и плезиозавры, которые были широко распространены в эпоху юрского периода, но были лучше приспособлены к жизни в открытом море.

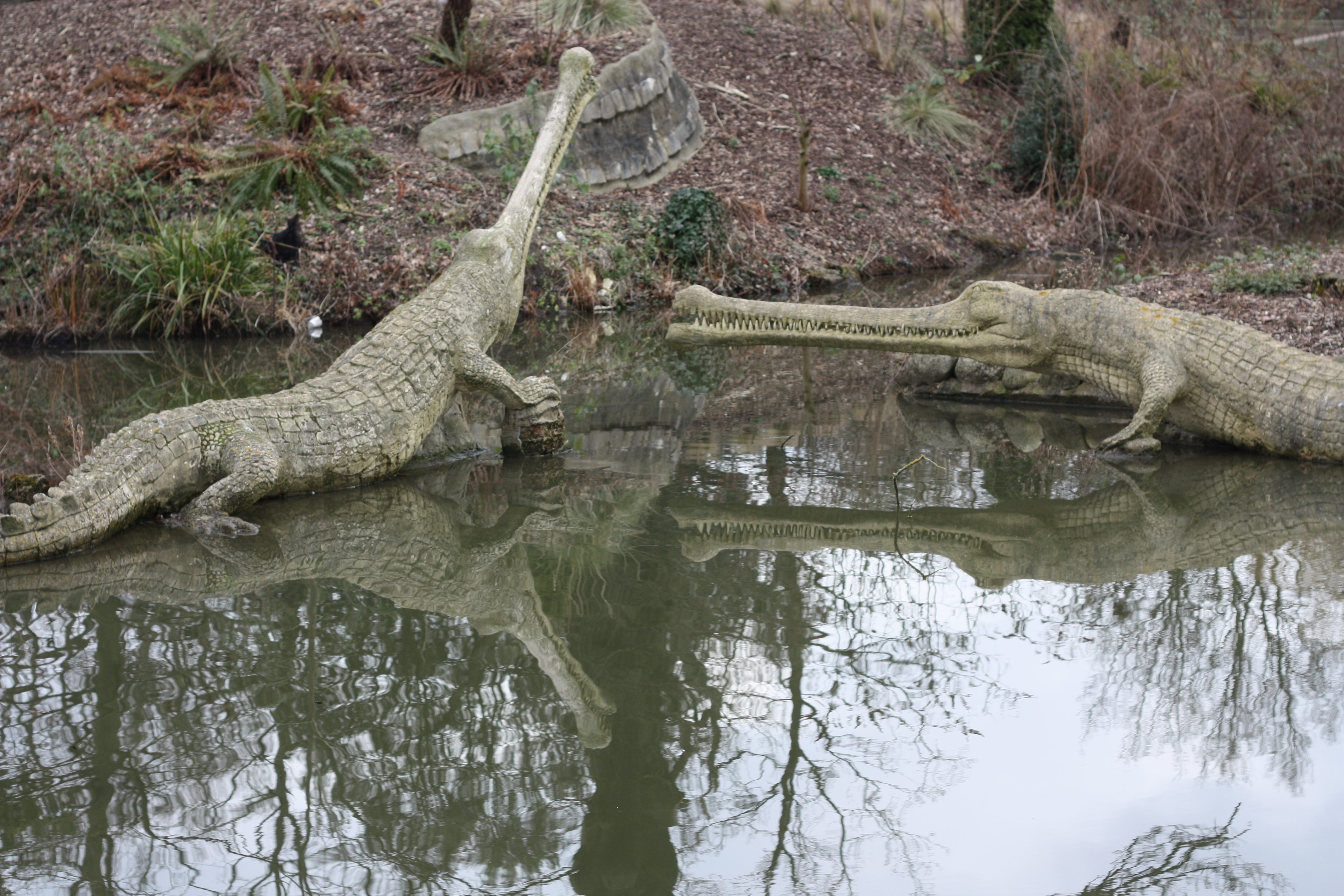
Фигуры телеозавров, выставленные в Хрустальном дворце

Плавал телеозавр, змееобразно изгибая из стороны в сторону своё изящное тело и длинный хвост, при этом его короткие лапы, на которых не было перепонок, плотно прижимались к телу. А передние лапы этого существа были в два раза короче задних. Общая длина тела составляла 3 метра.

## Таксономия; места и древность находок

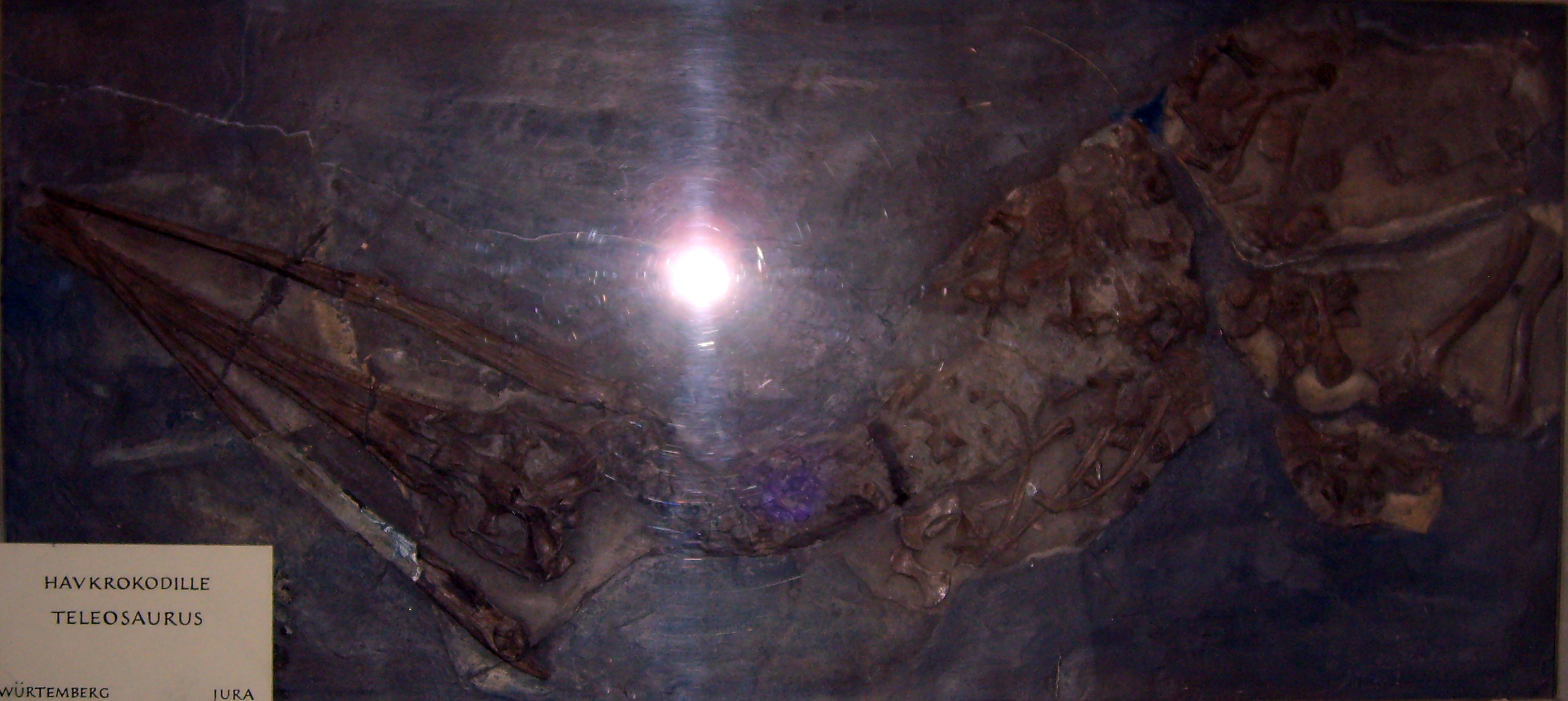
Ископаемые остатки телеозавра, выставленные в Геологическом музее Копенгагена

Данный род был описан палеонтологом Этьеном Жоффруа Сент-Илером в 1825 году. Обитало это животное в эпоху раннего юрского периода, по некоторым сведениям, на отрезке времени приблизительно 203—175 миллионов лет назад. Ископаемые остатки этого животного находят преимущественно в Европе, во Франции.
Этот род включает в себя следующие виды:
- T. cadomensis — впервые описан французским зоологом и альгологом Жаном Ламуру, отнесён к роду Teleosaurus в 2012 году (M. Bronzati et al. 2012). Известен, кроме голотипа (возможно, утерянного), по экземпляру MNHN AC 8746, представляющему собой четверть черепа. Известные находки имеют возраст 167,7—164,7 миллиона лет[5].
- T. asthenodeirus — впервые описан Ричардом Оуэном в 1842 году, им же отнесён к роду Teleosaurus[6][7].
- T. megarhinus (видовое название в переводе с греческого означает «большеносый») — впервые описан врачом и коллекционером окаменелостей Джоном Халке, отнесён к роду Teleosaurus Дж. Б. Делэйром. Известен по типовому экземпляру BMNH 43086, частично сохранившемуся черепу, найденному в бухте Киммеридж, Великобритания, в аргиллитовых отложениях[8].